# Cục Báo chí (Việt Nam)
Cục Báo chí là tổ chức hành chính thuộc Bộ Văn hóa, Thể thao và Du lịch, thực hiện chức năng tham mưu, giúp Bộ trưởng quản lý nhà nước và thực thi pháp luật trong lĩnh vực báo chí in và báo chí điện tử, bao gồm: báo in, tạp chí in, báo điện tử, tạp chí điện tử, bản tin thông tấn, bản tin, đặc san. 
Chức năng, nhiệm vụ, quyền hạn và cơ cấu tổ chức của Cục Báo chí được quy định tại Quyết định số 613/QĐ-BVHTTDL ngày 11/3/2025 của Bộ trưởng Bộ Văn hóa, Thể thao và Du lịch.

## Nhiệm vụ và quyền hạn
Theo Điều 2, Quyết định số 613/QĐ-BVHTTDL ngày 11/3/2025 của Bộ trưởng Bộ Văn hóa, Thể thao và Du lịch, Cục Báo chí có các nhiệm vụ, quyền hạn chính:
Chủ trì, phối hợp nghiên cứu, đề xuất, xây dựng trình Bộ trưởng ban hành hoặc để Bộ trưởng trình cấp có thẩm quyền ban hành các văn bản quy phạm pháp luật thuộc lĩnh vực báo in, báo điện tử.
Thẩm định hồ sơ và trình Bộ trưởng quyết định cấp, sửa đổi, bổ sung, thu hồi giấy phép hoạt động báo in, báo điện tử, giấy phép xuất bản thêm ấn phẩm báo chí, giấy phép nhập khẩu báo in cho các cơ sở xuất khẩu, nhập khẩu báo chí và các loại giấy phép khác liên quan đến hoạt động báo in, báo điện tử theo quy định của pháp luật.
Trình Bộ trưởng quyết định đình bản tạm thời hoạt động xuất bản của cơ quan báo in, báo điện tử; thu hồi, tịch thu, tiêu hủy: Sản phẩm báo chí, sản phẩm có tính chất báo chí được thực hiện bằng phương tiện in, sản phẩm được sản xuất để phát hành đến bạn đọc có chứa nội dung, hình ảnh, âm thanh liên quan đến hoạt động báo in, báo điện tử.
Thẩm định hồ sơ và trình Bộ trưởng quyết định cấp, đổi, cấp lại và thu hồi thẻ nhà báo đối với các đối tượng hoạt động báo chí trong lĩnh vực báo in, báo điện tử thuộc các cơ quan báo in, báo điện tử, thông tấn, các cơ quan quản lý nhà nước về báo chí, hội nhà báo các cấp và giảng viên chuyên ngành về báo chí.
Cấp, sửa đổi, bổ sung, thu hồi giấy phép xuất bản phụ trương, chuyên trang của báo điện tử; xuất bản đặc san; xuất bản bản tin đối với cơ quan, tổ chức của trung ương, cơ quan đại diện nước ngoài, tổ chức nước ngoài tại Việt Nam và các loại giấy phép khác liên quan đến hoạt động báo in, báo điện tử theo quy định của pháp luật và phân cấp của Bộ trưởng.
Chấp thuận bằng văn bản đối với việc thay đổi nhất thời về kỳ hạn xuất bản, số trang, khuôn khổ của cơ quan báo chí trong các dịp lễ, tết, các ngày kỷ niệm đối với ấn phẩm báo in; họp báo, đình chỉ cuộc họp báo; đăng ký danh mục báo in nhập khẩu của các cơ sở xuất, nhập khẩu báo chí theo quy định của pháp luật.
Tham mưu giúp Bộ trưởng có ý kiến về việc bổ nhiệm người đứng đầu các cơ quan báo in, báo điện tử theo quy định của pháp luật.
Thực hiện các nhiệm vụ về quản lý quảng cáo trên báo in, báo điện tử theo quy định của pháp luật.
Tổ chức kiểm tra báo chí lưu chiểu đối với báo in, báo điện tử; quản lý hệ thống lưu chiểu báo in quốc gia, thực hiện và quản lý việc lưu chiểu điện tử đối với báo điện tử độc lập với cơ quan báo chí theo quy định của pháp luật.
Tham mưu, giúp Bộ trưởng Bộ Văn hóa, Thể thao và Du lịch kiểm tra việc tổ chức thực hiện phát ngôn và cung cấp thông tin cho báo chí của các cơ quan hành chính nhà nước theo quy định của pháp luật.
Thực hiện các nhiệm vụ khác do Bộ trưởng giao và theo quy định của pháp luật.

## Lãnh đạo Cục[2]
- Cục trưởng: Lưu Đình Phúc

- Phó Cục trưởng:

1. Nguyễn Văn Hiếu[3]
2. Đặng Khắc Lợi[4]
3. Mai Hương Giang[5]
4. Đặng Thị Phương Thảo

## Cơ cấu tổ chức
(Theo Điều 3, Quyết định số 613/QĐ-BVHTTDL ngày 11/3/2025 của Bộ trưởng Bộ Văn hóa, Thể thao và Du lịch)

### Các phòng giúp việc Cục trưởng
- Văn phòng Cục
- Phòng Quản lý Báo chí
- Phòng Kinh tế báo chí và Truyền thông chính sách
- Phòng Thanh tra, pháp chế

### Đơn vị sự nghiệp
- Trung tâm Lưu chiểu dữ liệu truyền thông số quốc gia